# Forte Marechal Moura de Naufragados
O Forte Marechal Moura de Naufragados, ou simplesmente Forte de Naufragados, localiza-se no atual município de Florianópolis, no estado de Santa Catarina, no Brasil.

## História
Foi erguido na ponta dos Naufragados, em posição dominante na barra do canal da baía Sul, num dos costões da praia dos Naufragados, no extremo sul da ilha de Santa Catarina, cruzando fogos com a Fortaleza de Nossa Senhora da Conceição de Araçatuba, na ilha de Araçatuba. Nesta ponta, acima do antigo Farol erguido em 1861, foi construído o Forte de Naufragados, entre 1909 e 1913 (CALDAS, 1992), tendo sido guarnecido, entre outros, pelo 3° Batalhão de Artilharia e Posição, e pelo 54º Batalhão de Infantaria.
GARRIDO (1940:145) e BARRETTO (1958:277) confundem esta fortificação com a Fortaleza de Nossa Senhora da Conceição de Araçatuba.
A toponímia Naufragados possui duas versões:
- uma refere-se ao naufrágio de uma das embarcações da expedição de Juan Díaz de Solís, ali ocorrida em abril de 1516, ao buscar o abrigo da baía Sul. Aleixo Garcia e mais cerca de dez tripulantes sobreviveram a este naufrágio, tendo vivido por alguns anos entre índios Carijós, que habitavam aquele litoral;
- outra versão atribui essa toponímia ao naufrágio, no mesmo local, de uma embarcação que conduzia imigrantes açorianos para o Rio Grande do Sul, em 1753.

Dentre as fortificações que integravam o antigo sistema defensivo da ilha de Santa Catarina, o Forte Marechal Moura de Naufragados é a mais recente e a única que não foi construída no século XVIII. Sua função era a de complementar as defesas da Fortaleza de Araçatuba, guarnecendo a entrada da barra da baía Sul a partir de uma posição mais elevada. BARRETTO (1958) informa que esta fortificação foi colocada fora de serviço em agosto de 1954, mas que, à sua época, um contingente da 14ª Bateria de Costa guardava-lhe o Quartel e o material (op. cit., p. 278).
Atualmente restam somente alguns trechos de muralhas e o armamento original de três canhões Armstrong de 120 mm C/40 (BRRETTO, 1958), fabricados em 1893, e que ainda se encontram em bom estado de conservação.
O acesso a este conjunto pode ser realizado tomando-se uma embarcação na praia da Caieira da Barra do Sul, ou, caminhando-se aproximadamente 45 minutos até à ponta de Naufragados, percorrendo-se uma trilha que inicia no final da estrada geral da Caieira.